# O Pagador de Promessas (teatro)
O Pagador de Promessas é uma peça de teatro do dramaturgo brasileiro Dias Gomes, encenada pela primeira vez em São Paulo pelo TBC (Teatro Brasileiro de Comédia) no ano de 1960. A peça inspirou um filme homônimo, de 1962, que venceu o prêmio Palma de Ouro no Festival de Cannes.

## Sinopse
A peça é dividida em três atos, sendo que os dois primeiros ainda são subdivididos em dois quadros cada um. A história se passa na cidade de Salvador, já em processo de modernização. O personagem principal, o sertanejo Zé-do-Burro, deseja levar uma grande cruz até o interior da Igreja de Santa Bárbara para pagar uma promessa e, ao longo do trajeto, sofre com as mentiras, com a corrupção e com a ganância da sociedade.